# Dattatreya
En el marco del hinduismo Dattatreya o Dattátreia es una deidad y/o un sabio Hindú, hijo del gran rishí (sabio) Atri (autor de varios himnos del Rig-veda) y de Anasuia.
Para los hinduistas es considerado una encarnación (avatara) de la Trinidad (Trimurti) de los dioses Brahmá, Vishnú y Shivá.
Estos tres dioses, propiciados por las penitencias de Atri y su esposa Anusuia, se convirtieron en porciones de sí mismos, y nacieron a su vez como 
su propio hijo y de Anusuia (o como hijo(s) de Atri y Anusuia: Soma, Dattá y Durvasa).
Así, dentro de las deidades del hinduismo, se adora a Dattátria como la personificación que representa al Trimurti.

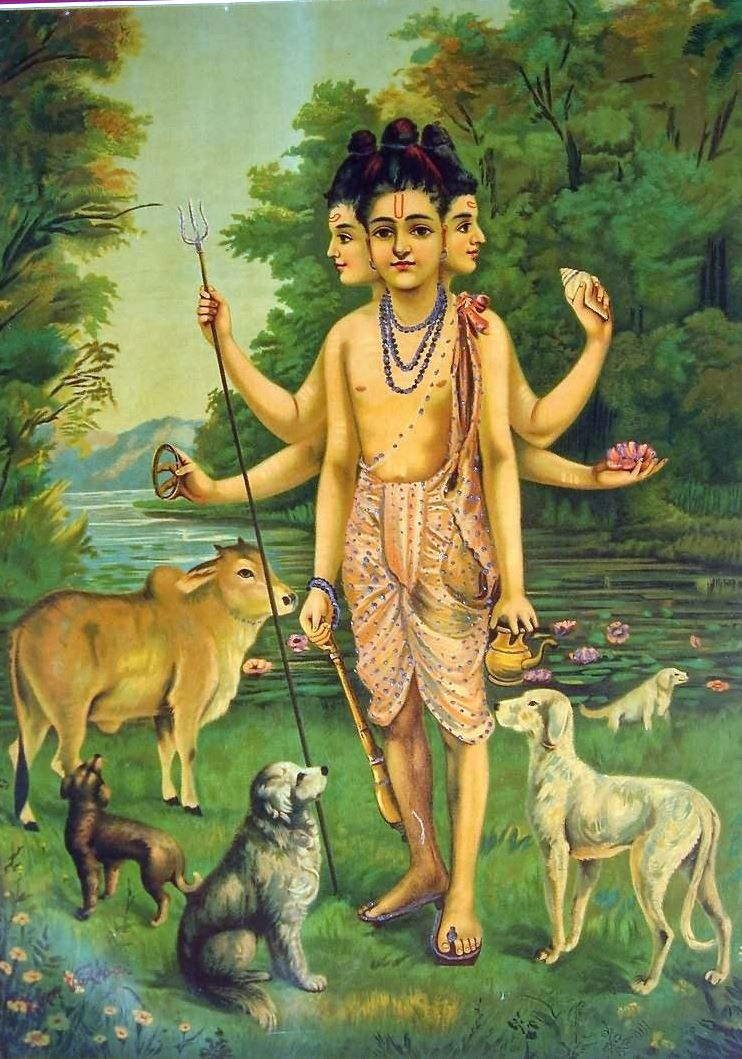
Dattátreia; óleo del pintor indio Raja Ravi Varma. Detrás de él se ve un toro (representante de la religión) y alrededor los cuatro perros.

- dattatreya, en el sistema AITS (alfabeto internacional para la transliteración del sánscrito).
- दत्तात्रेय, en escritura devanagari del sánscrito.
- Pronunciación: /datátreia/.[3]
- Etimología:[3]

## Etimología
El término sánscrito dattá significa ‘dado, ofrecido’, en el sentido de que los tres dioses se dieron (en forma de un hijo) a la pareja del sabio Atri y Anasuia.
El término atreia es un nombre patronímico que significa ‘descendiente de Atri’.

## Dattátreia según distintas doctrinas
En la tradición Nath, Dattátreia es considerado un avatar o encarnación del dios Shivá
En la Adinath sampradaya de los Nathas es considerado el Adi-Gurú (‘primer maestro’ [creador de la doctrina]).
Dattátreia habría sido originalmente un ioguendra (amo del yoga, experto en yoga), que exhibía claramente características tántricas,[cita requerida] el cual fue adaptado y asimilado en cultos más devocionales. Los hinduistas lo consideran ahora más un dios benevolente que un maestro del hinduismo.
En su Bhakti-sandarbha, el escritor hinduista Yiva Gosuami (siglo XVI) declara: Yatha pashanda-margena dattatreyarshabha-devopasakanam pashandinam (‘los adoradores de los impersonalistas como Dattátreia también son pashandis [ateos]’); esto de forma equivalente al concepto que se tiene de la adoración del absoluto Brahman.

### Leyenda
Se dice que cuando el sabio Nárada alabó grandemente el pati vratiam (votos por su amo) que poseía Anusuia (la esposa del sabio Atri), las tres esposas de los dioses Brahmā, Vishnú y Shivá sintieron envidia de Anusuia. Debido a ello, inmediatamente les pidieron a sus maridos que redujeran la intensidad del pati vratia de Anusuia.
Así, Brahmá, Visnú y Shivá procedieron a visitar a Anusuia disfrazados como invitados comunes (que en la India se consideran sagrados), en el momento cuando Atri no se encontraba en su hogar; y al llegar le pidieron a Anusuia que les sirviera comida, como era la tradición. Ella accedió con gusto, pero ellos dijeron que solo aceptarían su ofrenda con la condición de que se las sirviera desnuda. Debido a esta petición, Anasuia se encontró en un dilema: si ella aparecía sin ropa ante otros varones, su pati-vratiam se reduciría, pero si se negaba, eso sería un deshonor al amo de casa y los devas podrían despojar a Atri de todos los poderes que poseía.
Sin embargo Anasuia intuyó que los tres invitados que le pedían un favor tan extraño no eran seres humanos ordinarios. Por ello, Anasuia se concentró mentalmente en su amo y esposo, y este le dijo que ella no tenía que tener ningún miedo en servirlos desnuda, ya que ella no se sentía afectada por la lujuria; y porque los dioses, como invitados, se habían dirigido a ella diciendo: «Bhavati bhikshan dehi» (‘madre, denos una ofrenda [algo para comer]’), ella podía considerar que en realidad era madre de ellos y podía considerarlos como bebés inofensivos. Así, ella procedió a acercarse a ellos desprovista de ropas, transformándose los dioses en bebes; y uno por uno les dio de tomar leche de su pechos. Luego los acostó y los hizo dormir.
Cuando Atri volvió y escuchó la historia que le contó Anusuia, alabó a los tres dioses, que eran como bebés. Ellos despertaron con sus formas originales y alabaron el pati vrata de Anusuia, y le ofrecieron cualquier bendición milagrosa como agradecimiento.
Como Atri ya tenía una avanzada edad, Anasuia entonces les pidió quedar embarazada de los tres, para que ellos mismos nacieran como sus hijos. Así fue: Anusuia recibió sus bendiciones y quedó embarazada de Brahmá, Vishnú y Shivá, que nacieron como Chandra (la Luna, encarnación de Brahmá), Dattátreia (encarnación de Vishnú) y Durvasa (encarnación de Shivá); mientras que en otras tradiciones es Dattatreya quien es el resultado de la encarnación de estos tres dioses al mismo tiempo, y por ende de la Trimurti.
Sin embargo en el Majábharata (Anushasan Parva, Adhiaia 91) Dattátreia no es mencionado como hijo del sabio Atri sino del linaje descendiente de Atri. Igualmente el verso 14.79 del texto épico Shishupal vadha (‘la ejecución de Shishupala’ matado por el rey Krishná), escrito por el poeta Magha, también se refiere a que Dattátreia no era hijo directo de Atri sino descendiente de él.

### Viajes por la India
Dattátreia abandonó su hogar y vagabundeó desnudo en búsqueda de la iluminación religiosa.
Pasó la mayor parte de su vida vagando en el área entre el norte de Karnataka, Maharashtra y Guyarat (por lo menos hasta el río Narmadá.
En un pueblo llamado Ganagapur (en el norte de Karnataka) existe la tradición de que en un sitio cercano Dattátreia obtuvo la iluminación.
En las laderas de una colina solitaria cerca del monte Girnar se pueden ver hoyos con forma similar a la huella de los pies. Los hinduistas del lugar creen que son las huellas del dios Dattá.
Este fenómeno de las marcas en la piedra se repite con casi todos los dioses de la India.
El Tripura-rajasia (‘los secretos de [la ciudad] Tripura’) cuenta que Parasurama (otra encarnación de Vishnú) encontró a Datta meditando en la montaña Gandhamadana.

### Sus gurús
De acuerdo con el Brahma-purana, Dattátreia siguió una orden de su padre, el sabio Atri, y se sentó en las orillas del río Gautami y le oró a Shivá, hasta que finalmente obtuvo el brahma gñana (conocimiento acerca del Brahman impersonal).
Quizá por este hecho la Nath Sampradaya considera que Dattátreia es un adi siddha (uno de los primeros en alcanzar la perfección).
En los Puranas Dattátreia enumera una lista de sus 24 gurús:
1. tierra
2. aire
3. éter
4. agua
5. fuego
6. Sol
7. Luna
8. presa
9. niño
10. palomas
11. araña (segrega la tela de araña por la boca y luego se la come): Dios crea los universos de los poros de su cuerpo y luego los absorbe).
12. mar (que aunque se agita, no se rebalsa): hay que controlar la mente.
13. abeja (que toma néctar de flores grandes y pequeñas): se puede aprender de cualquier cosa.
14. oso (sin trabajar, roba la miel hecha con esfuerzo por la abeja): se debe mendigar en casas de trabajadores
15. serpiente (usurpa cuevas hechas por otros animales): no esforzarse por una vivienda.
16. pitón (aceptar la comida que viene por sí misma): no desear algo más en la vida.
17. venado (es atraído por el sonido de la flauta del cazador): no se debe escuchar música.
18. pez (que es enganchado por el anzuelo debido a los deseos de la lengua): no hay que comer mucho.
19. doncella (que se quita las muchas pulseras del brazo para que no hagan ruido, porque sino sus pretendientes se darán cuenta de que ella es pobre; una sola pulsera en cada brazo no hace ruido): uno debe vivir solo.
20. herrero (tan absorto en hacer una flecha que no se percata del paso del rey): hay que ser distraído y absorto.
21. avispa (los hinduistas no saben que la avispa tiene una etapa previa como gusano: creen que la avispa arrastra un gusanito hasta su capullo; aterrorizado, el insecto medita continuamente en su captora pero no muere, sino que —a fuerza de meditar— se convierte en otra avispa): uno obtendrá su próxima reencarnación de acuerdo a lo que se concentre en esta vida.
22. polilla (que se quema en el fuego): no sexo.
23. elefante (queriendo tener sexo con una elefanta, cae en una trampa-pozo): no sexo.
24. prostituta Pingala (que de tanto esperar a un cliente se cansó del sexo): no sexo.

Esta lista de 24 maestros de Dattátreia es copiada en la lista de los 24 maestros del Avadhuta, que se describen en el
canto 11 del Bhágavata-purana (siglo XI).

### Sus discípulos
Según varios Puranas, los discípulos de Dattátreia fueron:
- Kartaviria Sajasra Áryuna
- Parasurama,
- Iadu,
- Alarka,
- Aiu y
- Prajlada.

En el Avadhuta-upanishad y el Jabal-darshana-upanishad se describe un discípulo más, llamado Sankruti.
«Prajlada, Alarka y otros fueron sus discípulos», según el primer capítulo del primer canto del Bhágavata-purana.

### Dattátreia como avatar
El Dattátreia-upanisad comienza proclamando la identidad de Dattátreia con el dios Visnú, y termina con el mantra Om namah shivaya, que lo identifica con el dios Shivá.

## Dattátreia como deidad adorable
Dattátreia es una deidad antigua en la India, pero no pertenece al antiquísimo periodo védico (fines del I milenio a. C.), sino al posterior periodo puránico, en el hinduismo incipiente.
La primera referencia de esta deidad aparece en los textos épicos como el Majábharata y el Ramaiana.
Generalmente Dattátreia se representa con tres cabezas, que simbolizan a los dioses Brahmā, Vishnú y Shivá.
Podría representar cualquier tríada (pasado, presente y futuro, o los tres estados de la conciencia en el hinduismo: la vigilia, el sueño y el dormir sin soñar).
Se lo retrata sentado en meditación con su shakti bajo el árbol aúdumbara (Ficus Religiosa, que satisface todos los deseos).
Frente a él hay una fogata.
En la iconografía siempre lo rodean cuatro perros, que podrían simbolizar los cuatro Vedas.
Eso podría significar que Dattá es un dios prestado de otra cultura, ya que los hinduistas consideren que un perro (que en la India es un animal poco querido) pueda simbolizar su Escritura sagrada.
En el Dattátreia-upanishad (que podría ser una extensión posterior del Átharva-veda, se dice que —para ayudar a su devoto a alcanzar moksha (la liberación de las ataduras de la existencia material)— él es capaz de aparecer en la forma de un bebé, un idiota o un demonio.
Igualmente al ser la representación de la Trimurti como un todo, se podría considerar como una representación "equivalente" del absoluto Brahman con cualidades.
Al "equivalente" femenino de las devis consortes de estos dioses se le conoce como la diosa Sakti.

## Otro Dattátreia
Existió un Dattátreia (de Samkriti), quien fue principal discípulo del filólogo sánscrito Patañyali y escribió un tratado acerca de los Ioga-sutra.
Él podría haber sido el encargado de convertir el ashtanga ioga de Patañjali en uno de los seis darśana (doctrina hinduista basada en los Vedas).